# Karl Meltzer
Pour les articles homonymes, voir Meltzer.
Karl Meltzer est un traileur américain né le 8 décembre 1967 dans le New Hampshire. Il détient le record de victoires sur plusieurs ultra-trails, notamment la Wasatch Front 100 Mile Endurance Run, qu'il a remporté à six reprises, en 1998, 2000, 2003, 2004, 2005 et 2006, la Hardrock 100, qu'il a gagné cinq fois, en 2001, 2003, 2005, 2006 et 2009, le San Diego 100, où il s'est imposé lors de trois éditions, en 2005, 2006 et 2007, ou encore la Massanutten Mountain Trails 100 Mile Run, dont il termine quatre fois vainqueur en 2007, 2009, 2011 et 2014. Il a également terminé premier de la Leona Divide en 1999, de la Bear 100 Mile Endurance Run en 2005, 2006 et 2007 et de la Javelina Jundred en 2006. Il est le fondateur de la Speedgoat 50K, course de 50 kilomètres disputée chaque année en juillet dans l'Utah.

## Résultats
- 1998
  - 1er de la Wasatch Front 100 Mile Endurance Run

- 1999
  - 1er de la Leona Divide

- 2000
  - 1er de la Wasatch Front 100 Mile Endurance Run

- 2001
  - 1er de la Hardrock 100

- 2003
  - 1er de la Hardrock 100
  - 1er de la Wasatch Front 100 Mile Endurance Run
  - 2e de la Bear 100 Mile Endurance Run

- 2004
  - 1er de la Wasatch Front 100 Mile Endurance Run

- 2005
  - 1er de la Hardrock 100
  - 1er de la Wasatch Front 100 Mile Endurance Run
  - 1er de la Bear 100 Mile Endurance Run
  - 1er de la San Diego 100

- 2006
  - 1er de la Hardrock 100
  - 1er de la Wasatch Front 100 Mile Endurance Run
  - 1er de la Bear 100 Mile Endurance Run
  - 1er de la San Diego 100
  - 1er de la Javelina Jundred

- 2007
  - 1er de la Massanutten Mountain Trails 100 Mile Run
  - 1er de la Bear 100 Mile Endurance Run
  - 1er de la San Diego 100

- 2009
  - 1er de la Massanutten Mountain Trails 100 Mile Run
  - 1er de la Hardrock 100

- 2011
  - 1er de la Massanutten Mountain Trails 100 Mile Run

- 2013
  - 2e de la Bear 100 Mile Endurance Run

- 2014
  - 1er de la Massanutten Mountain Trails 100 Mile Run